# 康济寺塔
康济寺塔，位于中华人民共和国宁夏回族自治区吴忠市同心县，是一座八角十三层密檐佛塔。因曾位于康济禅寺中而得名。该塔始建于西夏年间，原高九层，后于明代加盖至十三层，嘉靖年间该塔曾被地震严重损毁，后于万历年间重修。2013年，康济寺塔被列为全国重点文物保护单位。

## 历史
康济寺塔建于韦州旧城中的一处寺庙中，最初建造时只有九层。该塔具体建造时间不详，有说法根据塔的形制、其所在的韦州旧城的使用年代以及塔中的出土文物，推断该塔的始建年代为西夏仁宗年间。至明代初年时，该寺庙仅该塔保存较为完好，主要的殿宇损毁严重。洪武二十四年（1391年）时，庆靖王朱栴重建康济禅寺，而塔也在此后被加盖到13层。嘉靖四十年（1561年），宁夏一带发生大地震，寺庙再次全毁，该塔也遭受了严重损毁。万历八年（1580年）时，寺庙重修，并定名为“康济禅寺”，该塔遂被称为康济寺塔，并于万历九年（1581年）重修完成:91。清代时，该塔也曾有过小规模维修。明清时期，康济寺塔被列为“韦州八景”之一:40-42。
1963年，康济寺塔被宁夏回族自治区人民政府公布为自治区级文物保护单位。1985年，宁夏回族自治区文化厅连同宁夏回族自治区文物管理委员会对康济寺塔进行了维修，并在维修中出土了大量文物。2013年，康济寺塔被列为全国重点文物保护单位。2014年9月，宁夏回族自治区文化厅公布了康济寺塔的保护范围，具体为以康济寺塔为中心，南北长200米，东西宽150米的区域。

## 结构
康济寺塔是一座八角形密檐式砖塔，塔身共计13层，1985年修缮之前残高39.66米，底平面为八角形，直径8.77米，边长3.65米，塔壁厚2.56米。第一层通高7.5米，塔身南面开有一扇券门，门两侧坍塌，残高为1.8米、宽1.43米、进深2.58米。塔身以上为出檐和平座，其中出檐部分有塌毁。由于第一层毁坏严重，1964年时塔身外层包有一面高6.45米、厚2.2米的青砖台座。
第二层高1.05米，外层塔檐间距为1.05米，从第二层向上各层均逐渐缩小间距，其中第十三层仅为0.88米。第二层的塔身平面边长为3.31米，自第二层以上逐层收缩，至第十三层为1.85米。第二层至第十二层的塔外表面没有装饰，第十三层的正东、正西、正南、正北四个方向各开有一座佛龛，这4座佛龛大小相同，高0.6米，宽0.38米，进深0.6米。龛门封闭处留有2个小孔，门楣上方两侧的砖雕刻有2根垂柱，垂柱之间用云纹相连接。塔身第二层以上的出檐和平座的形制基本相同。出檐各个转角处有木质角梁，角梁向外突出0.3米，下方挂有铜铃。部分铜铃上刻有铭文，主要为铸造者和铸造时间等信息。:40
塔室平面也为八角形，底径3.7米，边长1.4米。塔室下大上小呈锥状结构，其内原有盘旋而上的木梯。塔刹残高3.62米，1985年修缮之前仅剩余八角形的双层束腰须弥座。刹座底径为3.66米，边长1.52米，中心立有一根木质的中心柱，已经腐朽。刹座的东南西北四个方向各有一个深1.45米的方形孔洞，直通中心柱。:40
1985年修缮完成后，康济寺塔的通高42.76米。为加固塔基，塔基部分用砖砌加厚，1964年加盖的青砖台座也被拆除。:40
塔身背后有两块石碑，其中一块为明成化元年（1465年）所立，碑面字迹已经无法分辨；另一块为明万历九年（1581年）所立，为《重修敕赐康济禅寺浮图碑记》，上面记载有明代重新修缮该塔的相关史料。:40-41

## 出土文物
1985年维修康济寺塔时，维修人员从第十三层的4座佛龛内发现有一批佛教文物，其中包括27尊铜制造像、3尊木质造像、2尊银质造像、和1座木质塔模。此外还有30余卷经书、20余块汉文题记砖。此外，在第九层上还发现有4块墨书西夏文题记砖。